# افراسی (سوادکوه)
افراسی، روستایی است از توابع شهرستان سوادکوه شمالی در استان مازندران ایران.

## جمعیت
این روستا در دهستان لفور قرار دارد و براساس سرشماری مرکز آمار ایران در سال ۱۳۸۵، جمعیت آن ۱۳۰ نفر (۳۲خانوار) بوده‌است.